# نکس‌جن

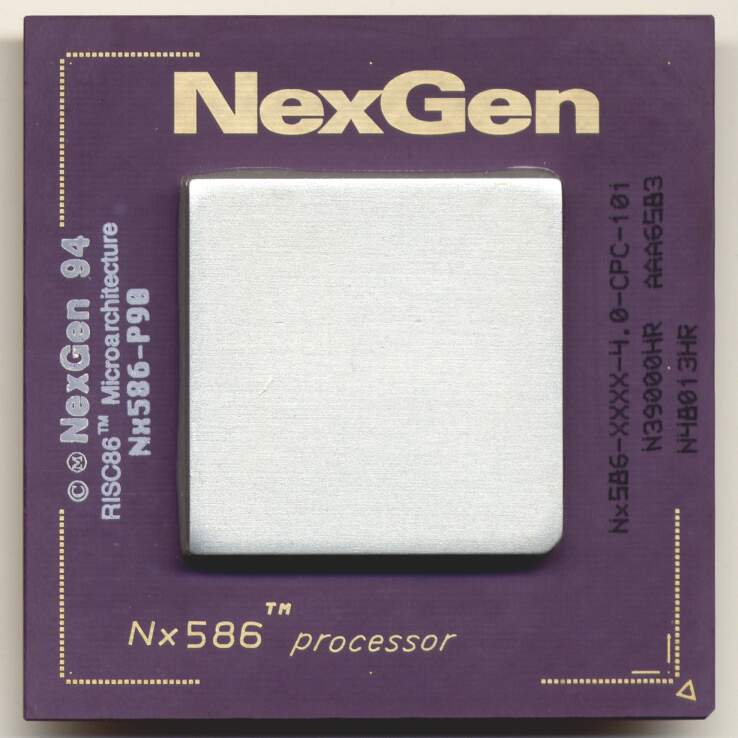
پروسسور نکس جن

نکس‌جن (انگلیسی: NexGen) شرکت سخت‌افزار آمریکایی است، که در سال ۱۸۸۶ تأسیس شد.